# Tribunal Regional do Trabalho da 22.ª Região

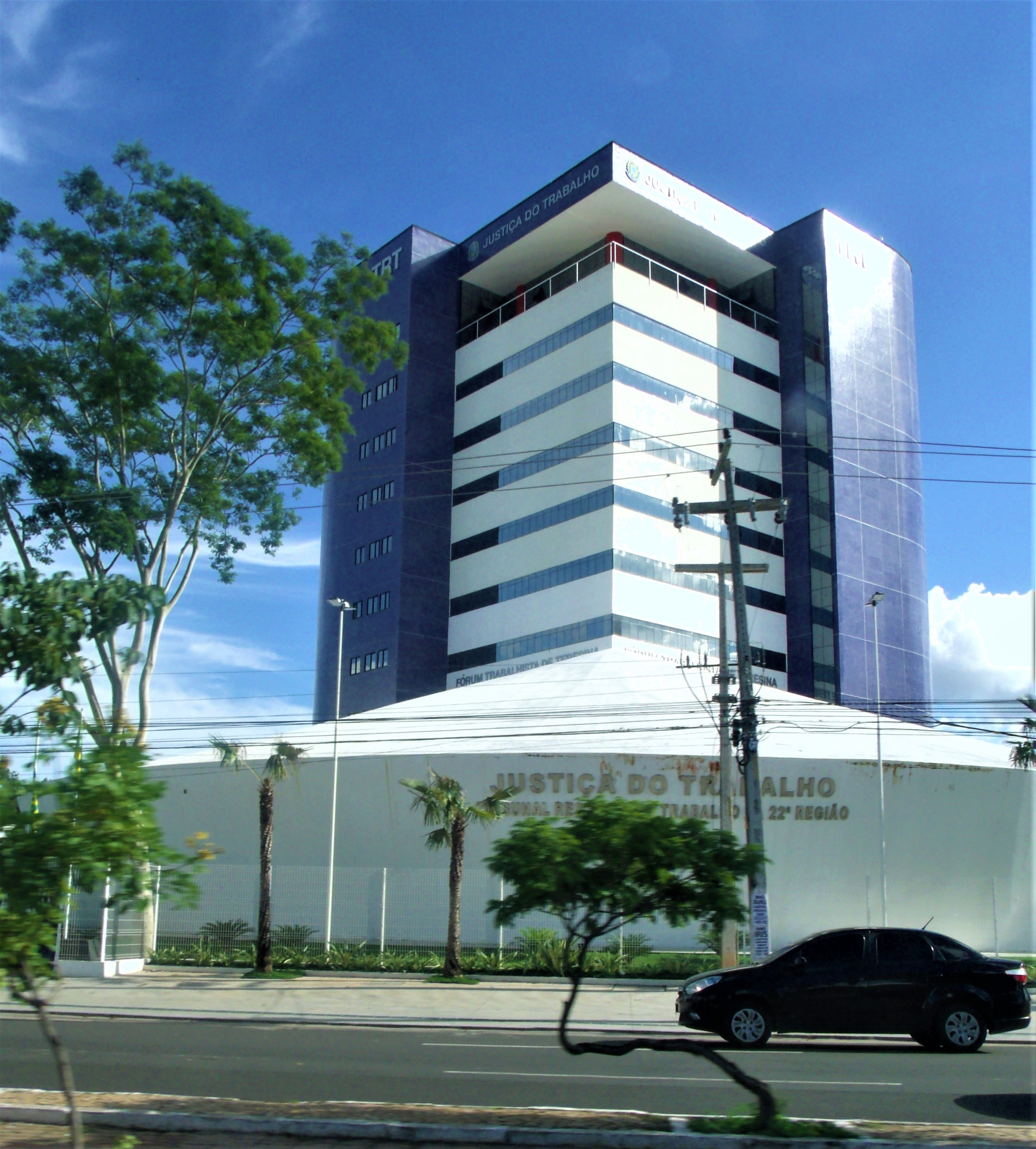
Novo edifício do TRT 22 em Teresina.

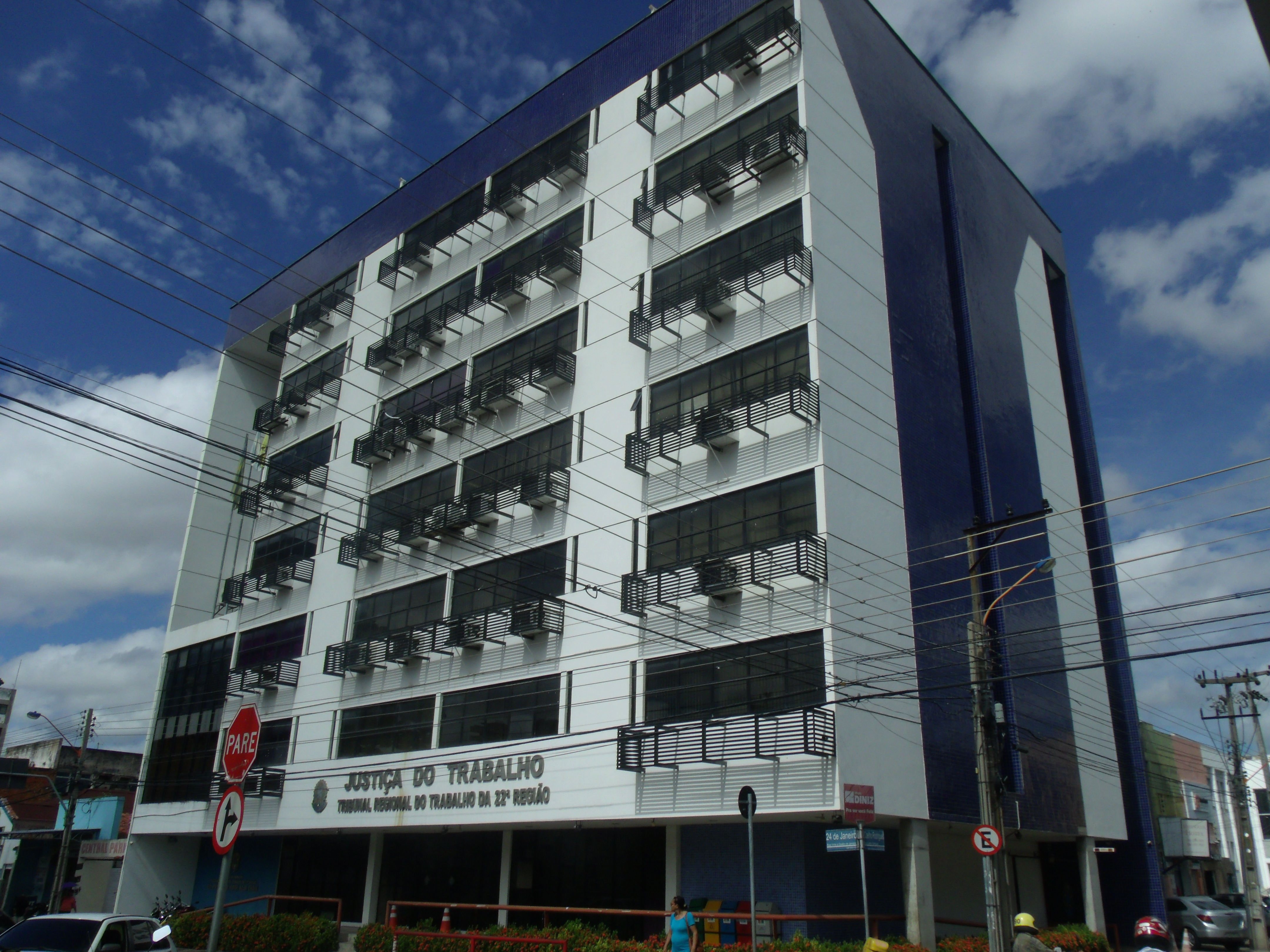
Edifício da sede anterior.

O Tribunal Regional do Trabalho da 22ª Região, com sede em Teresina, Estado do Piauí, é um órgão da Justiça do Trabalho, pertencente ao Poder Judiciário da República Federativa do Brasil, o qual exerce jurisdição no território do Estado do Piauí.

## Histórico
A história da Justiça do Trabalho no Piauí começou em 1939 com a criação da 1ª Junta de Conciliação e Julgamento do Estado, ligada ao TRT da 7ª Região, no Ceará. A partir de 1988, o Piauí passou a fazer parte da jurisdição do Maranhão com a criação do TRT da 16ª Região.
Em 1991, o TRT22 foi criado pela Lei nº 8.221, de 5 de setembro de 1991, tendo teve como idealizador o jurista Francisco Meton Marques de Lima, e instalado no dia 7 de dezembro de 1992.
O Tribunal atualmente está localizado no Bairro Noivos, instalado em edifício inaugurado no dia 6 de outubro de 2018. Antes estava situado no centro da cidade. 

## Administração
Atualmente, para o biênio 2023/2024, o TRT22 está sob a presidência do Desembargador Marco Aurélio Lustosa Caminha, sendo o vice-presidente o Desembargador Téssio da Silva Tôrres.

## Funcionamento
As normas sobre a estrutura e o funcionamento do TRT22 estão definidas em seu Regimento Interno.

## Composição
O TRT 22 é composto por oito desembargadores, que são, por ordem de antiguidade:
1. Desembargador Francisco Meton Marques de Lima
2. Desembargadora Liana Chaib
3. Desembargador Arnaldo Boson Paes
4. Desembargador Manoel Edilson Cardoso
5. Desembargador Giorgi Alan Machado Araújo
6. Desembargadora Liana Ferraz de Carvalho
7. Desembargador Marco Aurélio Lustosa Caminha
8. Desembargador Téssio da Silva Tôrres

## Presidentes
Galeria de Presidentes:
| Nome                                             | Período   |
| ------------------------------------------------ | --------- |
| Desembargador Jesus Fernandes de Oliveira        | 1992-1994 |
| Desembargador Wellington Jim Boavista            | 1994-1996 |
| Desembargador Antônio Ernane Cacique de New York | 1996-1998 |
| Desembargador Laércio Domiciano                  | 1998      |
| Desembargador Francisco Meton Marques de Lima    | 1998-2000 |
| Desembargador Fausto Lustosa Neto                | 2000-2002 |
| Desembargadora Enedina Maria Gomes dos Santos    | 2002-2004 |
| Desembargadora Liana Chaib                       | 2004-2006 |
| Desembargador Arnaldo Boson Paes                 | 2006-2008 |
| Desembargador Manoel Edilson Cardoso             | 2008-2010 |
| Desembargador Wellington Jim Boavista            | 2011-2012 |
| Desembargador Francisco Meton Marques de Lima    | 2013-2014 |
| Desembargadora Enedina Maria Gomes dos Santos    | 2015-2016 |
| Desembargador Giorgi Alan Machado Araújo         | 2017-2018 |
| Desembargadora Liana Chaib                       | 2019-2020 |
| Desembargadora Liana Ferraz de Carvalho          | 2021-2022 |
| Desembargador Marco Aurélio Lustosa Caminha      | 2023-2024 |